# 트와이스의 음반 외 활동 목록

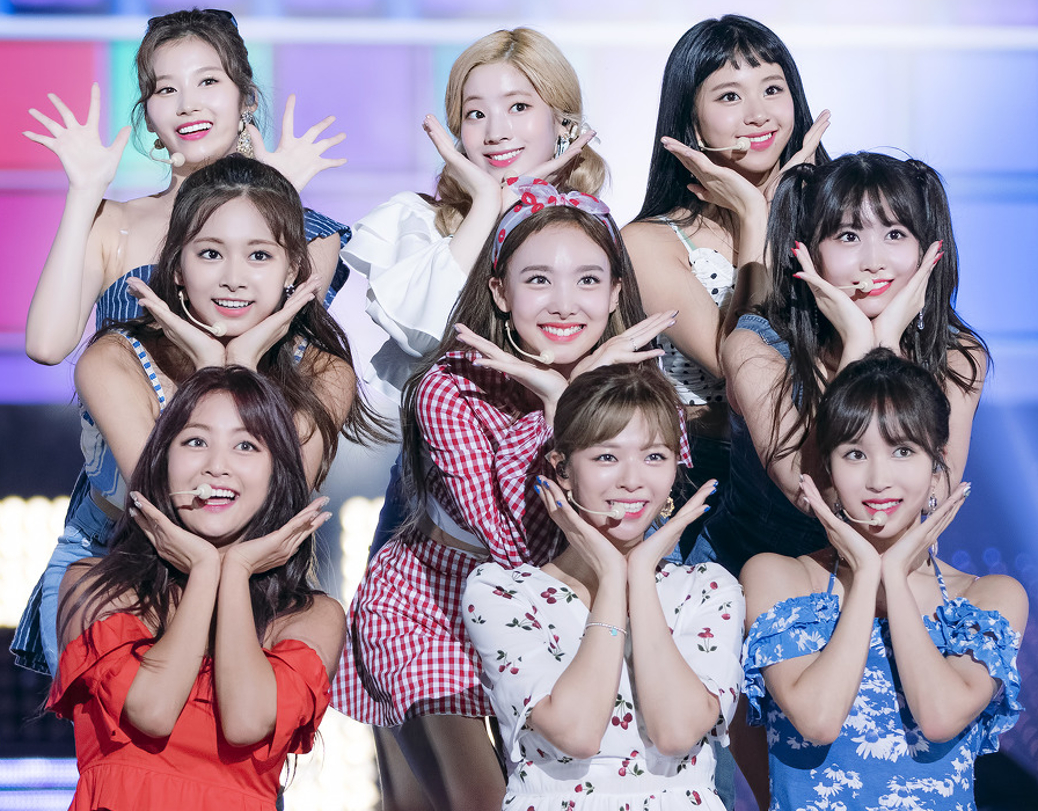

다음은 대한민국의 걸 그룹 트와이스의 음반 외 활동 목록이다.

## 텔레비전 프로그램

### 방송
| 연도                   | 방송사        | 분류                                        | 제목                                                                | 출연                       | 기간                             |
| ---------------------- | ------------- | ------------------------------------------- | ------------------------------------------------------------------- | -------------------------- | -------------------------------- |
| 2015년                 | Mnet          | 예능                                        | 《SIXTEEN》                                                         | 트와이스                   | 5월 5일 ~ 7월 7일                |
| 2015년                 | 네이버 tvcast | 예능                                        | 《TWICE TV1》                                                       | 트와이스                   | 7월 10일 ~ 8월 14일              |
| 2015년                 | V app         | 예능                                        | 《TWICE TV2》                                                       | 트와이스                   | 10월 23일 ~ 12월 25일            |
| 2015년                 | 네이버 tvcast | 예능                                        | 《오늘하룸》                                                        | 트와이스                   | 11월 4일                         |
| 2015년                 | MBC           | 예능                                        | 《마이 리틀 텔레비전》                                              | 모모, 사나, 미나, 쯔위     | 11월 28일 ~ 12월 5일             |
| 2015년                 | Youtube       | 예능                                        | 《순위는 내가 정한다》                                              | 트와이스                   | 12월 1일 ~ 12월 22일             |
| 2016년                 |               |                                             |                                                                     |                            |                                  |
| Mnet                   | 음악          | 《엠카운트다운》                            | 나연, 지효 (스페셜 MC)                                              | 1월 28일                   |                                  |
| Mnet                   | 예능          | 《트와이스의 우아한 사생활》                | 트와이스                                                            | 3월 1일 ~ 4월 19일         |                                  |
| SBS                    | 예능          | 《백종원의 3대 천왕》'삼겹살 2탄' 편        | 다현, 쯔위 (스페셜 MC)                                              | 3월 5일                    |                                  |
| Mnet                   | 음악          | 《엠카운트다운》                            | 정연, 채영                                                          | 3월 17일 ~ 4월 7일         |                                  |
| 네이버 tvcast, Mbig TV | 예능          | 《오마이 갓팁》                             | 나연                                                                | 4월 11일 ~ 5월 13일        |                                  |
| MBC every1             | 예능          | 《주간 아이돌》'아이돌 is 뭔들' 코너        | 다현                                                                | 4월 13일 ~ 12월 28일       |                                  |
| SBS                    | 음악          | 《인기가요》                                | 나연 (스페셜 MC)                                                    | 4월 17일                   |                                  |
| V App                  | 예능          | 《TWICE TV3》                               | 트와이스                                                            | 4월 29일 ~ 6월 18일        |                                  |
| SBS                    | 음악          | 《인기가요》                                | 다현 (스페셜 MC)                                                    | 5월 1일                    |                                  |
| KT Music               | 음악          | 《지니뮤직 챌린지》                         | 트와이스                                                            | 5월 4일                    |                                  |
| MBC                    | 음악          | 《쇼! 음악중심》                            | 사나 (스페셜 MC)                                                    | 5월 14일                   |                                  |
| SBS                    | 음악          | 《인기가요》                                | 나연, 쯔위 (스페셜 MC)                                              | 6월 5일                    |                                  |
| SBS MTV                | 음악          | 《더 쇼 시즌 5》- SUWON K-POP SUPER CONCERT | 모모, 채영 (스페셜 MC)                                              | 6월 21일 (6월 18일 녹화본) |                                  |
| V app                  | 예능          | 《TWICE TV BEGINS》                         | 트와이스                                                            | 7월 3일 ~ 8월 14일         |                                  |
| V app                  | 예능          | 《Beautiful TWICE》                         | 트와이스                                                            | 8월 16일 ~ 8월 24일        |                                  |
| V app                  | 예능          | 《TWICE TV - 급식단의 대모험》              | 다현, 채영, 쯔위                                                    | 8월 28일 ~ 9월 14일        |                                  |
| V app                  | 예능          | 《Cheerful TWICE》                          | 트와이스                                                            | 9월 10일                   |                                  |
| V app                  | 예능          | 《TWICE TV - MELODY PROJECT》               | 미나                                                                | 9월 15일                   |                                  |
| V app                  | 예능          | 《TWICE TV - MELODY PROJECT》               | 사나                                                                | 10월 1일                   |                                  |
| V app                  | 예능          | 《TWICE 1st Anniversary V》                 | 트와이스                                                            | 10월 20일                  |                                  |
| V app                  | 예능          | 《TWICE TV4》                               | 트와이스                                                            | 10월 31일 ~ 12월 26일      |                                  |
| Mnet                   | 음악          | 《엠카운트다운》                            | 지효, 미나, 다현 (스페셜 MC)                                        | 11월 3일                   |                                  |
| V app                  | 예능          | 《본격 오감만족 VJ LIVE》                   | 지효                                                                | 11월 5일                   |                                  |
| V app                  | 예능          | 《미챙의 눕방》                             | 미나, 채영                                                          | 11월 13일                  |                                  |
| V app                  | 예능          | 《TWICE TV - MELODY PROJECT》               | 채영                                                                | 12월 3일                   |                                  |
| 2016년 ~ 2017년        | SBS           | 음악                                        | 《인기가요》                                                        | 정연                       | 2016년 7월 3일 ~ 2017년 1월 22일 |
| 2017년                 | V app         | 예능                                        | 《TWICELAND - The Opening》                                         | 트와이스                   | 1월 14일                         |
| 2017년                 | V app         | 예능                                        | 《TWICE <LOST: TIME>》                                              | 트와이스                   | 1월 16일 ~ 1월 27일              |
| 2017년                 | V app         | 예능                                        | 《지효의 Candy Night》                                              | 지효                       | 2월 1일                          |
| 2017년                 | V app         | 예능                                        | 《TWICE KNOCK KNOCK COUNTDOWN》                                     | 트와이스                   | 2월 19일                         |
| 2017년                 | V app         | 예능                                        | 《TWICE, ONCE의 마음을 KNOCK KNOCK! (KNOCK KNOCK! "Hello, ONCE!")》 | 트와이스                   | 2월 20일                         |
| 2017년                 | Mnet          | 예능                                        | 《엠카운트다운》                                                    | 미나, 채영 (스페셜 MC)     | 2월 23일                         |
| 2017년                 | V app         | 예능                                        | 《TWICE TV SPECIAL》                                                | 트와이스                   | 2월 27일 ~ 5월 8일               |
| 2017년                 | V app         | 예능                                        | 《TWICE SIGNAL V》                                                  | 트와이스                   | 5월 7일                          |
| 2017년                 | V app         | 예능                                        | 《TWICE TV5 - TWICE in SWITZERLAND)》                               | 트와이스                   | 5월 15일 ~ 8월 9일               |
| 2017년                 | SBS           | 음악                                        | 《인기가요》                                                        | 다현 (스페셜 MC)           | 5월 21일                         |
| 2017년                 | Mnet          | 음악                                        | 《엠카운트다운》                                                    | 지효, 채영 (스페셜 MC)     | 6월 1일                          |
| 2017년                 | V app         | 예능                                        | 《트와이스 사나 쯔위의 눕방라이브!》                                | 사나, 쯔위                 | 6월 4일                          |
| 2017년                 | V app         | 예능                                        | 《나연이의 Serendipity》                                            | 나연                       | 7월 8일, 9월 2일                 |
| 2017년                 | 라인          | 예능                                        | 《TWICE in SHIBUYA109!》                                            | 트와이스                   | 7월 16일                         |
| 2017년                 | V app         | 예능                                        | 《TWICE SANA DATE V2》                                              | 사나                       | 7월 30일                         |
| 2017년                 | V app         | 예능                                        | 《TWICE MELODY PROJECT 지효의 세레나데 - "TT"                       | 지효                       | 8월 30일                         |
| 2017년                 | V app         | 예능                                        | 《모챙 TV》                                                         | 모모, 채영                 | 9월 19일, 9월 27일               |
| 2017년                 | V app         | 예능                                        | 《원스의 마음을 훔쳐간 범인은?》                                    | 트와이스                   | 10월 20일                        |
| 2017년                 | V app         | 예능                                        | 《원스에게.. 트와이스가..》                                         | 트와이스                   | 10월 20일                        |
| 2017년                 | V app         | 예능                                        | 《트와이스 2주년 원스 사둥해♡》                                     | 트와이스                   | 10월 21일                        |
| 2017년                 | V app         | 예능                                        | 《TWICE SHOWCACE #5 LIKEY》                                         | 트와이스                   | 10월 30일                        |
| 2017년                 | V app         | 예능                                        | 《모모의 LIKEY DANCE 교실》                                         | 모모                       | 11월 1일                         |
| 2017년                 | V app         | 예능                                        | 《TWICE TV6 - TWICE in SINGAPORE》                                  | 트와이스                   | 11월 8일 ~                       |

### 게스트 출연
| 연도   | 방송사     | 분류      | 제목                                                                       | 출연                                | 기간                               |
| ------ | ---------- | --------- | -------------------------------------------------------------------------- | ----------------------------------- | ---------------------------------- |
| 2015년 | 아리랑 TV  | 예능      | 《애프터스쿨 클럽》                                                        | 트와이스                            | 11월 1일                           |
| 2015년 | Mnet       | 예능      | 《밋앤그릿》                                                               | 트와이스                            | 11월 25일                          |
| 2015년 | MBC        | 예능      | 《능력자들》                                                               | 다현                                | 11월 27일, 12월 25일               |
| 2015년 | SBS        | 예능      | 《백종원의 3대 천왕》'전' 편                                               | 트와이스                            | 11월 27일                          |
| 2015년 | MBC every1 | 예능      | 《주간 아이돌》                                                            | 트와이스                            | 12월 9일                           |
| 2015년 | MBC every1 | 예능      | 《주간 아이돌》                                                            | 나연, 다현, 쯔위                    | 12월 23일                          |
| 2015년 | JTBC       | 예능      | 《투유 프로젝트 - 슈가맨》                                                 | 나연, 지효, 채영, 쯔위              | 12월 29일                          |
| 2015년 | ON STYLE   | 예능      | 《THE BODY SHOW 2》                                                        | 트와이스                            | 12월 31일                          |
| 2016년 | KBS1       | 시사/교양 | 《도전! 골든벨》한림연예예술고등학교 편                                    | 트와이스                            | 1월 3일                            |
| 2016년 | KBS2       | 예능      | 《개그콘서트》'호불호' 코너                                                | 나연, 정연, 쯔위                    | 1월 3일                            |
| 2016년 | KBS2       | 예능      | 《나를 돌아봐》                                                            | 나연, 쯔위                          | 1월 8일 ~ 2월 17일                 |
| 2016년 | SBS        | 예능      | 《백종원의 3대 천왕》'다시 보고 싶은 명인' 특집                            | 트와이스                            | 1월 22일                           |
| 2016년 | KBS2       | 음악      | 《유희열의 스케치북》                                                      | 트와이스                            | 1월 22일                           |
| 2016년 | SBS        | 예능      | 《동상이몽, 괜찮아 괜찮아》'행사중독 엄마' 편                              | 나연, 다현                          | 1월 23일                           |
| 2016년 | KBS1       | 음악      | 《열린음악회》                                                             | 트와이스                            | 1월 31일                           |
| 2016년 | SBS        | 예능      | 《사장님이 보고 있다》                                                     | 트와이스                            | 2월 6일                            |
| 2016년 | MBC        | 음악      | 《미스터리 음악쇼 복면가왕》                                               | 나연                                | 2월 7일 ~ 2월 14일                 |
| 2016년 | KBS2       | 예능      | 《우리는 형제입니다》                                                      | 정연                                | 2월 8일 ~ 2월 9일                  |
| 2016년 | KBS2       | 예능      | 《머슬퀸 프로젝트》                                                        | 정연                                | 2월 9일                            |
| 2016년 | MBC        | 예능      | 《아이돌스타 육상 씨름 풋살 양궁 선수권대회》                              | 트와이스                            | 2월 9일 ~ 2월 10일                 |
| 2016년 | KBS2       | 예능      | 《본분 금메달》                                                            | 나연, 정연, 다현                    | 2월 10일                           |
| 2016년 | SBS        | 음악      | 《보컬 전쟁 : 신의 목소리》                                                | 나연, 미나, 채영                    | 2월 10일                           |
| 2016년 | Mnet       | 음악      | 《위키드》                                                                 | 지효, 미나                          | 2월 18일 ~ 3월 3일                 |
| 2016년 | MBC        | 예능      | 《진짜 사나이 여군특집 4기》                                               | 다현                                | 2월 21일 ~ 4월10일                 |
| 2016년 | MBC        | 예능      | 《황금어장 라디오스타》'힝~ 속았지?' 편                                    | 나연                                | 3월 2일                            |
| 2016년 | SBS        | 예능      | 《한밤의 TV연예》                                                          | 트와이스                            | 3월 2일                            |
| 2016년 | SBS        | 예능      | 《동상이몽, 괜찮아 괜찮아》'핫 쇼킹 먹방 BJ 우앙' 편                       | 지효, 쯔위                          | 3월 7일                            |
| 2016년 | MBC        | 예능      | 《능력자들》                                                               | 모모                                | 3월 11일                           |
| 2016년 | MBC        | 음악      | 《미스터리 음악쇼 복면가왕》                                               | 나연                                | 3월 6일 ~ 3월 13일                 |
| 2016년 | SBS        | 예능      | 《동상이몽, 괜찮아 괜찮아》'개그에 미친 남고생' 편                         | 지효, 쯔위                          | 3월 14일                           |
| 2016년 | SBS        | 예능      | 《스타킹》                                                                 | 트와이스                            | 3월 15일 ~ 3월 22일                |
| 2016년 | MBC        | 예능      | 《듀엣가요제》                                                             | 나연, 사나                          | 4월 15일                           |
| 2016년 | SBS        | 예능      | 《스타킹》                                                                 | 트와이스                            | 4월 26일                           |
| 2016년 | KBS        | 예능      | 《스타가 What다》                                                          | 트와이스                            | 4월 29일                           |
| 2016년 | KBS2       | 예능      | 《개그콘서트》'가족 같은' 코너                                             | 나연, 정연, 쯔위                    | 5월 1일                            |
| 2016년 | SBS        | 예능      | 《동상이몽, 괜찮아 괜찮아》'여자 당구계의 샛별이 떳다!' 편                 | 다현                                | 5월 2일                            |
| 2016년 | MBC every1 | 예능      | 《주간 아이돌》                                                            | 트와이스                            | 5월 4일                            |
| 2016년 | SBS        | 음악      | 《보컬 전쟁 : 신의 목소리》                                                | 지효, 쯔위                          | 5월 4일 ~ 5월 11일                 |
| 2016년 | MBC        | 교양      | 《2016 어린이에게 새생명을》                                               | 트와이스                            | 5월 5일                            |
| 2016년 | KBS2       | 교양      | 《생방송 아침이 좋다》                                                     | 트와이스                            | 5월 6일                            |
| 2016년 | SBS        | 예능      | 《백종원의 3대 천왕》'치킨 2탄' 편                                         | 나연, 모모, 다현, 쯔위              | 5월 7일                            |
| 2016년 | SBS        | 예능      | 《스타킹》                                                                 | 트와이스                            | 5월 10일                           |
| 2016년 | KBS2       | 예능      | 《언니들의 슬램덩크》                                                      | 트와이스                            | 5월 13일                           |
| 2016년 | tvN        | 예능      | 《코미디빅리그》'깝스' 코너                                                | 다현, 쯔위                          | 5월 15일                           |
| 2016년 | SBS        | 예능      | 《동상이몽, 괜찮아 괜찮아》'7년째 풀만 먹는 부모', '모녀의 고양이 전쟁' 편 | 정연, 사나                          | 5월 16일                           |
| 2016년 | KBS2       | 음악      | 《불후의 명곡: 전설을 노래하다 - 조경수, 함중아 편》                       | 트와이스                            | 5월 21일                           |
| 2016년 | SBS        | 예능      | 《동상이몽, 괜찮아 괜찮아》'술에 빠진 아빠', '노출 욕구 폭발하는 딸' 편    | 정연, 사나                          | 5월 23일                           |
| 2016년 | KBS2       | 예능      | 《우리동네 예체능》                                                        | 트와이스                            | 5월 24일                           |
| 2016년 | KBS2       | 교양      | 《비타민》                                                                 | 정연, 모모, 지효, 미나, 쯔위        | 5월 26일                           |
| 2016년 | KBS2       | 예능      | 《어서옵SHOW》                                                             | 다현                                | 5월 11일 (인터넷 생방송), 5월 27일 |
| 2016년 | KBS1       | 음악      | 《열린음악회》                                                             | 트와이스                            | 5월 29일                           |
| 2016년 | MBC        | 음악      | 《미스터리 음악쇼 복면가왕》                                               | 채영, 쯔위                          | 5월 29일 ~ 6월 5일                 |
| 2016년 | JTBC       | 예능      | 《아는 형님》                                                              | 트와이스                            | 6월 4일                            |
| 2016년 | SBS        | 예능      | 《런닝맨》'위험한 밥상' 편                                                 | 트와이스                            | 6월 5일                            |
| 2016년 | KBS1       | 시사/교양 | 《도전! 골든벨》공군항공과학고등학교 편                                    | 나연, 정연, 지효, 다현, 채영        | 6월 5일                            |
| 2016년 | Mnet       | 예능      | 《밋앤그릿》                                                               | 트와이스                            | 6월 13일                           |
| 2016년 | MBC        | 음악      | 《듀엣가요제》                                                             | 지효, 쯔위                          | 6월 17일                           |
| 2016년 | JTBC       | 예능      | 《냉장고를 부탁해》                                                        | 정연, 쯔위                          | 6월 20일 ~ 6월 27일                |
| 2016년 | JTBC       | 예능      | 《잘 먹는 소녀들》                                                         | 다현, 쯔위                          | 6월 29일 ~ 7월 6일                 |
| 2016년 | SBS        | 예능      | 《동상이몽, 괜찮아 괜찮아》'트와이스 덕후 아들' 편                         | 사나, 미나, 채영, 쯔위              | 7월 11일                           |
| 2016년 | KBS2       | 예능      | 《해피투게더 시즌3》'글로벌 예능꾼' 특집                                   | 사나                                | 7월 14일                           |
| 2016년 | SBS        | 예능      | 《꽃놀이패》                                                               | 나연, 다현                          | 7월 15일 ~ 7월 16일                |
| 2016년 | KBS2       | 예능      | 《해피투게더 시즌3》'쇼윈도 친구' 특집                                     | 지효, 쯔위                          | 7월 21일                           |
| 2016년 | JTBC       | 예능      | 《잘 먹겠습니다》                                                          | 정연, 모모                          | 7월 23일                           |
| 2016년 | MBC        | 음악      | 《미스터리 음악쇼 복면가왕》                                               | 지효 (닉네임: 나 잡아봐라 꼬마유령) | 7월 24일                           |
| 2016년 | SBS        | 예능      | 《디스코(DISCO) - 셀프디스코믹클럽》                                       | 채영, 쯔위                          | 7월 25일                           |
| 2016년 | MBC every1 | 예능      | 《주간 아이돌》                                                            | 트와이스                            | 7월 27일                           |
| 2016년 | Mnet       | 예능      | 《힛 더 스테이지》                                                         | 모모; 채영, 지효                    | 7월 27일 ~ 8월 17일                |
| 2016년 | SBS        | 예능      | 《정글의 법칙 in 뉴칼레도니아》                                            | 정연                                | 8월 5일 ~ 8월19일하차              |
| 2016년 | KBS2       | 예능      | 《1박 2일 시즌3》                                                          | 트와이스                            | 8월 7일                            |
| 2016년 | KBS2       | 예능      | 《슈퍼맨이 돌아왔다》                                                      | 나연, 사나, 지효                    | 8월 7일                            |
| 2016년 | MBC        | 예능      | 《진짜 사나이》                                                            | 트와이스                            | 8월 14일                           |
| 2016년 | KBS1       | 음악      | 《열린음악회 - 새로운 여정, 2018 평창의 꿈》                               | 트와이스                            | 8월 28일                           |
| 2016년 | Mnet       | 예능      | 《모모랜드를 찾아서》                                                      | 모모                                | 9월 2일                            |
| 2016년 | KBS2       | 음악      | 《유희열의 스케치북》                                                      | 트와이스                            | 9월 2일                            |
| 2016년 | MBC        | 예능      | 《아이돌 요리왕》                                                          | 모모, 사나, 지효, 다현              | 9월 14일                           |
| 2016년 | MBC        | 예능      | 《우리를 설레게 하는 리플》                                                | 다현                                | 9월 15일                           |
| 2016년 | MBC        | 예능      | 《아이돌스타 육상 리듬체조 풋살 양궁 선수권대회》                          | 트와이스                            | 9월 15일                           |
| 2016년 | MBC        | 예능      | 《해피 피라미드 333》                                                      | 정연, 다현                          | 9월 22일                           |
| 2016년 | KBS2       | 예능      | 《우리동네 예체능》                                                        | 쯔위                                | 10월 4일 ~ 10월 11일               |
| 2016년 | KBS1       | 음악      | 《열린음악회》                                                             | 트와이스                            | 10월 9일                           |
| 2016년 | KBS2       | 예능      | 《대국민 토크쇼 안녕하세요》                                               | 나연, 사나                          | 10월 24일                          |
| 2016년 | MBC every1 | 예능      | 《주간 아이돌》                                                            | 트와이스                            | 10월 26일                          |
| 2016년 | SBS        | 예능      | 《웃음을 찾는 사람들》'환상속의 그녀', '해줘라' 편                         | 나연, 다현, 쯔위; 지효, 정연, 채영  | 10월 26일                          |
| 2016년 | tvN        | 예능      | 《SNL 코리아》                                                             | 트와이스                            | 10월 29일                          |
| 2016년 | 아리랑 TV  | 예능      | 《애프터스쿨 클럽》                                                        | 트와이스                            | 11월 1일                           |
| 2016년 | MBC        | 예능      | 《미스터리 음악쇼 복면가왕》                                               | 다현, 쯔위                          | 10월 30일 ~ 11월 6일               |
| 2016년 | KBS2       | 예능      | 《트릭 & 트루》                                                            | 정연, 사나, 지효                    | 11월 1일                           |
| 2016년 | KBS        | 예능      | 《스타가 What다》                                                          | 트와이스                            | 11월 4일                           |
| 2016년 | SBS        | 예능      | 《백종원의 3대천왕》'우동 vs 돈가스' 편                                    | 다현, 채영                          | 11월 5일                           |
| 2016년 | KBS2       | 예능      | 《1박 2일 시즌3》                                                          | 나연, 모모, 채영                    | 11월 13일                          |
| 2016년 | SBS        | 예능      | 《꽃놀이패》                                                               | 나연, 모모                          | 11월 14일                          |
| 2016년 | Mnet       | 예능      | 《밋앤그릿》                                                               | 트와이스                            | 11월 14일                          |
| 2016년 | MBC        | 예능      | 《황금어장 라디오스타》'내 이름도 모르고 너무해! 너무해!' 편               | 정연, 사나                          | 11월16일                           |
| 2016년 | JTBC       | 예능      | 《아는형님》                                                               | 모모                                | 11월 19일                          |
| 2016년 | KBS2       | 예능      | 《트릭 & 트루》                                                            | 사나                                | 11월 23일 ~ 11월 30일              |
| 2016년 | Mnet       | 예능      | 《양남자쇼》                                                               | 트와이스                            | 11월 24일 ~ 12월 1일               |
| 2016년 | SBS        | 예능      | 《런닝맨》                                                                 | 트와이스                            | 12월 4일                           |
| 2016년 | KBS2       | 예능      | 《트릭 & 트루》                                                            | 사나, 채영                          | 12월 7일                           |
| 2016년 | MBC        | 음악      | 《미스터리 음악쇼 복면가왕》                                               | 나연, 쯔위                          | 12월 11일 ~ 12월 18일              |
| 2016년 | KBS2       | 예능      | 《트릭 & 트루》                                                            | 미나, 다현                          | 12월 14일                          |
| 2016년 | KBS1       | 시사/교양 | 《도전! 골든벨》                                                           | 트와이스                            | 12월 25일                          |
| 2017년 | KBS2       | 예능      | 《슈퍼맨이 돌아왔다》                                                      | 트와이스                            | 1월 15일                           |
| 2017년 | JTBC       | 예능      | 《로스트: 타임》                                                           | 트와이스                            | 1월 23일 ~ 1월 30일                |
| 2017년 | SBS        | 예능      | 《초등학쌤》                                                               | 모모                                | 1월 27일                           |
| 2017년 | MBC        | 예능      | 《아이돌스타 육상 양궁 리듬체조 에어로빅 선수권 대회》                     | 트와이스                            | 1월 30일                           |
| 2017년 | KBS2       | 음악      | 《유희열의 스케치북》                                                      | 트와이스                            | 2월 25일                           |
| 2017년 | 네이버 tv  | 예능      | 《아미고 tv》                                                              | 트와이스                            | 2월 28일 ~ 3월 3일                 |
| 2017년 | 후지 TV    | 음악      | 《사키가케! 온가쿠반즈케 에이트》                                          | 트와이스                            | 3월 1일, 6월 28일                  |
| 2017년 | KBS2       | 예능      | 《언니들의 슬램덩크 2》                                                    | 트와이스                            | 3월 17일                           |
| 2017년 | 라인       | 예능      | 《LINE LIVE》                                                              | 트와이스                            | 5월 4,17,31일; 6월 14,29일         |
| 2017년 | MBC        | 교양      | 《2017 어린이에게 새 생명을》                                              | 트와이스                            | 5월 5일                            |
| 2017년 | KBS2       | 예능      | 《해피투게더 시즌3》'이 구역의 짱은 나야' 편                               | 사나, 쯔위                          | 5월 11일                           |
| 2017년 | MBC every1 | 예능      | 《주간 아이돌》                                                            | 트와이스                            | 5월 17일 ~ 5월 24일                |
| 2017년 | SBS        | 예능      | 《백종원의 3대 천왕》                                                      | 트와이스                            | 5월 19일                           |
| 2017년 | JTBC       | 예능      | 《아는 형님》                                                              | 트와이스                            | 5월 20일                           |
| 2017년 | KBS2       | 예능      | 《개그콘서트》                                                             | 모모, 다현                          | 5월 21일                           |
| 2017년 | SBS        | 예능      | 《더 큐》                                                                  | 트와이스                            | 5월 23일                           |
| 2017년 | Mnet       | 예능      | 《너의 목소리가 보여》                                                     | 트와이스                            | 5월 25일                           |
| 2017년 | KBS        | 예능      | 《케이러쉬》                                                               | 트와이스                            | 5월 26일                           |
| 2017년 | MBC        | 예능      | 《오빠생각》                                                               | 트와이스                            | 5월 27일                           |
| 2017년 | KBS2       | 예능      | 《연예가중계》                                                             | 트와이스                            | 6월 2일                            |
| 2017년 | KBS2       | 예능      | 《대국민 토크쇼 안녕하세요》                                               | 정연, 다현                          | 6월 5일                            |
| 2017년 | SBS        | 예능      | 《본격연예 한밤》                                                          | 트와이스                            | 6월 6일                            |
| 2017년 | KBS2       | 예능      | 《냄비받침》                                                               | 트와이스                            | 6월 6일 ~ 9월5일                   |
| 2017년 | KBS1       | 음악      | 《열린음악회》                                                             | 트와이스                            | 6월 18일                           |
| 2017년 | MBC        | 음악      | 《미스터리 음악쇼 복면가왕》                                               | 사나, 채영                          | 6월 25일 ~ 7월 2일                 |
| 2017년 | SBS        | 음악      | 《판타스틱 듀오 2》                                                        | 정연, 모모, 지효, 다현, 쯔위        | 6월 25일 ~ 7월 2일                 |
| 2017년 | NTV        | 시사/교양 | 《Oha!4 NEWS LIVE》                                                        | 트와이스                            | 6월 30일                           |
| 2017년 | TV 아사히  | 음악      | 《뮤직 스테이션》                                                          | 트와이스                            | 6월 30일                           |
| 2017년 | NHK        | 시사/교양 | 《News Shibu5》                                                            | 트와이스                            | 6월 30일                           |
| 2017년 | NTV        | 시사/교양 | 《ZIP!》                                                                   | 트와이스                            | 7월 3일 ~ 7월 4일                  |
| 2017년 | KBS1       | 시사/교양 | 《특집 3부작 <친절의 神>》                                                 | 정연,다현                           | 8월 11일, 8월 25일                 |
| 2017년 | NTV        | 시사/교양 | 《NEWS ZERO》                                                              | 트와이스                            | 7월 12일                           |
| 2017년 | MNET       | 음악      | 《아이돌 학교》                                                            | 모모, 미나                          | 9월 8일                            |
| 2017년 | 후지 TV    | 시사/교양 | 《메자마시 TV》                                                            | 트와이스                            | 9월 14일                           |
| 2017년 | TBS        | 시사/교양 | 《Shayadoki》                                                              | 트와이스                            | 9월 15일                           |
| 2017년 | NTV        | 시사/교양 | 《ZIP!》                                                                   | 트와이스                            | 9월 15일                           |
| 2017년 | 후지 TV    | 시사/교양 | 《메자마시 TV》                                                            | 트와이스                            | 10월 6일                           |
| 2017년 | NTV        | 시사/교양 | 《Oha!4 NEWS LIVE》                                                        | 트와이스                            | 10월 6일                           |
| 2017년 | KBS2       | 음악      | 《2017 창원 케이팝월드 페스티벌》                                          | 트와이스                            | 10월 14일                          |
| 2017년 | JTBC       | 예능      | 《뭉쳐야 뜬다!》                                                           | 트와이스                            | 10월 17일 ~ 10월 31일              |
| 2017년 | NTV        | 시사/교양 | 《Sukkiri》                                                                | 트와이스                            | 10월 17일                          |
| 2017년 | NTV        | 시사/교양 | 《ZIP!》                                                                   | 트와이스                            | 10월 18일                          |
| 2017년 | 후지 TV    | 시사/교양 | 《메자마시 TV》                                                            | 트와이스                            | 10월 20일                          |
| 2017년 | NHK        | 시사/교양 | 《Shibuya Note》                                                           | 트와이스                            | 10월 21일                          |
| 2017년 | MTV Japan  | 음악      | 《TWICE Video 특집》                                                       | 트와이스                            | 10월 26일                          |
| 2017년 | NHK        | 음악      | 《R의 법칙》                                                               | 트와이스                            | 10월 30일                          |
| 2017년 | MBC every1 | 예능      | 《주간 아이돌》                                                            | 트와이스                            | 11월 1일                           |
| 2017년 | SBS        | 예능      | 《마스터 키》                                                              | 사나                                | 11월 4일                           |
| 2017년 | SBS        | 예능      | 《본격 연예한밤》                                                          | 트와이스                            | 11월 7일                           |
| 2017년 | JTBC       | 예능      | 《한끼줍쇼》                                                               | 정연, 다현                          | 11월 8일                           |
| 2017년 | KBS        | 예능      | 《케이러쉬》                                                               | 트와이스                            | 11월 17일                          |
| 2017년 | M-On!      | 음악      | 《TWICE DEBUT SHOWCASE “Touchdown in JAPAN”》                              | 트와이스                            | 11월 25일                          |
| 2017년 | TV 아사히  | 음악      | 《뮤직 스테이션》 슈퍼 라이브 (연말 특집 생중계 방송)                      | 트와이스                            | 12월 22일                          |
| 2017년 | NHK        | 음악      | 《제68회 NHK 홍백가합전》                                                  | 트와이스                            | 12월 31일                          |
| 2018년 | TV 아사히  | 음악      | 《뮤직 스테이션》                                                          | 트와이스                            | 2월 2일                            |
| 2018년 | KBS2       | 예능      | 《개그콘서트》                                                             | 트와이스                            | 4월 22일                           |
| 2018년 | SBS        | 예능      | 《런닝맨》                                                                 | 트와이스                            | 4월 29일 ~ 5월 6일                 |
| 2018년 | TV 아사히  | 음악      | 《뮤직 스테이션》                                                          | 트와이스                            | 5월 25일                           |
| 2018년 | JTBC       | 예능      | 《아이돌룸》                                                               | 트와이스                            | 7월 10일                           |
| 2018년 | JTBC       | 시사/교양 | 김제동의 톡투유                                                            | 나연,지효                           | 7월 24일                           |
| 2018년 | JTBC       | 예능      | 히든싱어 5                                                                 | 정연,사나,미나                      | 7월 29일                           |
| 2018년 | TV 아사히  | 음악      | 《뮤직 스테이션》                                                          | 트와이스                            | 8월 3일                            |
| 2018년 | tvN        | 예능      | 놀라운 토요일                                                              | 모모,사나                           | 8월 4일                            |
| 2018년 | TV 아사히  | 음악      | 《뮤직 스테이션》                                                          | 트와이스                            | 8월 31일                           |
| 2018년 | JTBC       | 예능      | 《아는 형님》                                                              | 트와이스                            | 11월 3일                           |
| 2018년 | JTBC       | 예능      | 《아이돌룸》                                                               | 트와이스                            | 11월 6일                           |
| 2020년 | JTBC       | 뉴스      | 《아침앤드(&) 일일 기상캐스터》                                            | 다현                                | 6월 2일                            |
| 2020년 | KBS1       | 시사/교양 | 《6시 내고향》                                                             | 정연, 모모, 사나, 미나, 채영        | 6월 3일, 8일, 10일                 |
| 2020년 | SBS        | 예능      | 《런닝맨》                                                                 | 트와이스                            | 6월 7일                            |
| 2023년 | tvN        | 예능      | 놀라운 토요일                                                              | 지효,정연, 다현                     | 3월 11일                           |

## 라디오
| 연도 | 방송사     | 제목                              | 출연                                           | 기간                              |
| ---- | ---------- | --------------------------------- | ---------------------------------------------- | --------------------------------- |
| 2015 | SBS 파워FM | 《두시탈출 컬투쇼》               | 트와이스                                       | 10월 25일                         |
| 2015 | SBS 파워FM | 《최화정의 파워타임》             | 트와이스                                       | 10월 27일                         |
| 2015 | KBS 쿨FM   | 《슈퍼주니어의 키스 더 라디오》   | 트와이스                                       | 10월 30일                         |
| 2015 | MBC FM4U   | 《정오의 희망곡 김신영입니다》    | 트와이스                                       | 11월 12일                         |
| 2015 | KBS 쿨FM   | 《김성주의 가요광장》             | 트와이스                                       | 11월 20일                         |
| 2015 | MBC FM4U   | 《푸른밤, 종현입니다》            | 트와이스                                       | 12월 12일 (12월 8일 녹음본)       |
| 2015 | MBC 표준FM | 《여성시대 양희은, 서경석입니다》 | 트와이스                                       | 12월 20일                         |
| 2015 | SBS 파워FM | 《박소현의 러브게임》             | 트와이스                                       | 12월 27일                         |
| 2016 | SBS 파워FM | 《최화정의 파워타임》             | 모모, 사나, 지효, 미나, 쯔위                   | 1월 1일 (2015년 12월 29일 녹음본) |
| 2016 | SBS 파워FM | 《박소현의 러브게임》             | 트와이스                                       | 1월 3일 (2015년 12월 30일 녹음본) |
| 2016 | MBC FM4U   | 《테이의 꿈꾸는 라디오》          | 트와이스                                       | 2월 23일                          |
| 2016 | MBC FM4U   | 《테이의 꿈꾸는 라디오》          | 트와이스                                       | 2월 26일 (2월 23일 녹음본)        |
| 2016 | KBS 쿨FM   | 《슈퍼주니어의 키스 더 라디오》   | 모모, 사나                                     | 3월 3일                           |
| 2016 | SBS 파워FM | 《최화정의 파워타임》             | 트와이스                                       | 4월 27일                          |
| 2016 | MBC FM4U   | 《테이의 꿈꾸는 라디오》          | 트와이스                                       | 4월 27일                          |
| 2016 | MBC 표준FM | 《백지영의 별이 빛나는 밤에》     | 트와이스                                       | 4월 28일                          |
| 2016 | KBS 쿨FM   | 《슈퍼주니어의 키스 더 라디오》   | 트와이스                                       | 4월 29일                          |
| 2016 | MBC FM4U   | 《정오의 희망곡 김신영입니다》    | 트와이스                                       | 5월 12일                          |
| 2016 | SBS 파워FM | 《배성재의 텐》                   | 정연, 다현                                     | 5월 26일 (5월 23일 녹음본)        |
| 2016 | SBS 파워FM | 《이국주의 영스트리트》           | 나연, 모모, 사나, 지효, 미나, 다현, 채영       | 5월 30일                          |
| 2016 | KBS 쿨FM   | 《조윤희의 볼륨을 높여요》        | 나연, 모모, 사나, 지효, 미나, 다현, 채영, 쯔위 | 6월 2일                           |
| 2016 | SBS 파워FM | 《박소현의 러브게임》             | 지효, 다현                                     | 6월 4일 (6월 2일 녹음본)          |
| 2016 | SBS 파워FM | 《최화정의 파워타임》             | 트와이스                                       | 6월 13일                          |
| 2016 | SBS 파워FM | 《두시탈출 컬투쇼》               | 트와이스                                       | 6월 19일 (6월 13일 녹음본)        |
| 2016 | MBC FM4U   | 《박지윤의 FM 데이트》            | 트와이스                                       | 7월 1일 (6월 28일 녹음본)         |
| 2016 | SBS 파워FM | 《두시탈출 컬투쇼》               | 트와이스                                       | 7월 10일 (7월 1일 녹음본)         |
| 2016 | KBS 쿨FM   | 《슈퍼주니어의 키스 더 라디오》   | 다현                                           | 7월 20일                          |
| 2016 | SBS 파워FM | 《최화정의 파워타임》             | 나연, 정연, 모모, 사나, 지효, 미나, 쯔위       | 10월 25일                         |
| 2016 | MBC FM4U   | 《테이의 꿈꾸는 라디오》          | 트와이스                                       | 11월 1일                          |
| 2016 | SBS 파워FM | 《두시탈출 컬투쇼》               | 트와이스                                       | 11월 3일                          |
| 2016 | SBS 파워FM | 《박소현의 러브게임》             | 트와이스                                       | 11월 4일                          |
| 2016 | MBC FM4U   | 《정오의 희망곡 김신영입니다》    | 트와이스                                       | 11월 10일                         |
| 2017 | KBS 쿨FM   | 《이홍기의 키스 더 라디오》       | 나연, 정연, 모모, 사나, 미나, 다현, 쯔위       | 2월 27일                          |
| 2017 | SBS 파워FM | 《최화정의 파워타임》             | 트와이스                                       | 5월 30일                          |
| 2017 | MBC FM4U   | 《테이의 꿈꾸는 라디오》          | 트와이스                                       | 5월 30일                          |
| 2017 | TS ONE     | 《SUMMER BUZZ 2017》              | 트와이스                                       | 8월 8일                           |
| 2017 | FM 도쿄    | 《SCHOOL OF LOCK!》               | 트와이스                                       | 10월 5일, 10월 19일               |
| 2017 | SBS 파워FM | 《최화정의 파워타임》             | 트와이스                                       | 11월 10일                         |
| 2017 | MBC FM4U   | 《테이의 꿈꾸는 라디오》          | 트와이스                                       | 12월 7일                          |
| 2017 | MBC 표준FM | 《강타의 별이 빛나는 밤에》       | 트와이스                                       | 12월 14일                         |

## 광고
| 연도      | 기업명               | 제품명                            | 종류            | 출연                 | 국가          |
| --------- | -------------------- | --------------------------------- | --------------- | -------------------- | ------------- |
| 2015      | (주)스쿨룩스         | 스쿨룩스 학생복                   | 교복            | 공동 출연: 박진영    | 대한민국      |
| 2015      | CJ CGV               | CGV TWICE 콤보                    | 식음료          |                      | 대한민국      |
| 2015      | 블루스카이           | 스누피 - 더 피너츠 무비           | 영화 홍보대사   |                      | 대한민국      |
| 2015      | LG유플러스           | LG유플러스 LTE ME                 | 통신사          | 쯔위, 나연, 정연     | 대한민국      |
| 2015      | (주)넥슨코리아       | 엘소드                            | 온라인 게임     |                      | 대한민국      |
| 2015~현재 | KB국민카드           | KB국민 나라사랑카드               | 신용카드        |                      | 대한민국      |
| 2015~현재 | KB국민카드           | KB국민 노리체크카드               | 신용카드        |                      | 대한민국      |
| 2015~현재 | KB국민카드           | KB국민 워킹업카드                 | 신용카드        |                      | 대한민국      |
| 2016      | 아모레퍼시픽         | 이니스프리                        | 화장품 로드샵   | 뷰티 화보 모델       | 대한민국      |
| 2016      | LG유플러스           | 화웨이 Y6                         | 통신사, 휴대폰  | 쯔위                 | 대한민국      |
| 2016      | (주)넥슨지티         | 서든어택                          | 온라인 게임     |                      | 대한민국      |
| 2016      | 서울특별시           | I SEOUL U 캠페인                  | 관광            | 홍보대사             | 대한민국      |
| 2016      | 아레나 코리아        | 아레나 레쉬가드                   | 수영용품        |                      | 대한민국      |
| 2016      | 한국우유사용인증     | 케이밀크                          | 식음료          | 홍보대사             | 대한민국      |
| 2016      | (주)MK Trend         | NBA                               | 의류            | 공동모델: GOT7       | 대한민국      |
| 2016      | 체뚜코리아           | 레드체뚜                          | 여성잡화        |                      | 대한민국      |
| 2016      | 가마로강정           | 닭강정                            | 치킨 프랜차이즈 |                      | 대한민국      |
| 2016      | (주)넥슨코리아       | 영웅의 군단                       | 모바일 게임     |                      | 대한민국      |
| 2016      | 골프존 유원그룹      | 골프존, 스트라이크존              | 스크린 스포츠   |                      | 대한민국      |
| 2016      | 비알코리아           | 던킨도너츠 - Cheer Up 세트        | 식음료          | 트와이스 메뉴 출시   | 대한민국      |
| 2016~2017 | 스프리스 코리아      | 스프리스                          | 슈즈            | 트와이스 컬렉션 출시 | 대한민국      |
| 2016~현재 | LG생활건강           | 투마루                            | 화장품          |                      | 대한민국      |
| 2016~현재 | LG생활건강           | 네이처컬렉션                      | 화장품 로드샵   |                      | 대한민국      |
| 2016~현재 | 롯데호텔             | 롯데면세점                        | 면세점          |                      | 아시아 퍼시픽 |
| 2017      | (주)F&F (MLB 코리아) | MLB                               | 의류            |                      | 대한민국      |
| 2017      | LG전자               | V30                               | 휴대폰          |                      | 대한민국      |
| 2017      | 시부야 109           | 시부야 109 - 서머세일 캠페인 모델 | 쇼핑몰          |                      | 일본          |
| 2017~현재 | 동아오츠카           | 포카리스웨트                      | 식음료          |                      | 대한민국      |
| 2017~현재 | (주)넥슨지티         | 서든어택                          | 온라인 게임     |                      | 대한민국      |
| 2017~현재 | (주)넥스트무브       | 로스트테일                        | 모바일 게임     |                      | 대한민국      |
| 2017~현재 | SK플래닛             | 11번가                            | 쇼핑몰          |                      | 대한민국      |
| 2018~현재 | 소프트뱅크           | Y! mobile                         | 통신사          |                      | 일본          |
| 2018~현재 | ABC MART             | ABC MART - Nike Air Max           | 슈즈 멀티숍     |                      | 일본          |
| 2018~현재 | 한국존슨앤존슨       | 원데이 아큐브 디파인              | 콘택트렌즈      |                      | 대한민국      |

## 홍보대사
| 연도   | 경력                              |
| ------ | --------------------------------- |
| 2015년 | - 스누피: 더 피너츠 무비 홍보대사 |

## 화보
| 화보 목록
| 너비=100%
| 제목색=pink}}

### 2015년
- 하이컷 x 이니스프리 스팀광 파운데이션 콜라보레션 화보
- The Star 11월호
- ELLE 11월호
- Ceci 12월호

### 2016년
- 나일론 NYLON 보관됨 2016-05-13 - 웨이백 머신 3월호 - 레드체뚜 트와이스 한정판 핸드백 미니북
- GQ 4월호
- Oh Boy! 5월호
- Ceci 6월호
- Singles 7월호
- Ceci 9월호
- Oh Boy! 11월호

### 2017년
- Ceci 4월호
- W 6월호
- Seventeen 7월호 (일본 잡지, with 미요시 아야카)
- ViVi 8월호 (일본 잡지)
- Popteen 8월호 (일본 잡지)
- non-no 12월호 (일본 잡지)

### 2020년
- 쯔위 첫 화보집 'Yes, I am Tzuyu'
- 미나 첫 화보집 'Yes, I am Mina'

### 2021년
- 사나 첫 화보집 'Yes, I am Sana'